# Fribourg (kanton)
Fribourg (Frans: Fribourg, Duits: Freiburg, Italiaans: Friburgo, Retoromaans: Friburg) is een kanton van Zwitserland. Op 31 december 2023 telde het kanton 341.537 inwoners, het is onderverdeeld in 7 districten.
Net als Bern en Wallis is Fribourg een tweetalig kanton waar zowel Frans als Duits gesproken wordt. Kantonnale ambtenaren moeten beide talen machtig zijn.
De meerderheid van de bevolking hangt het rooms-katholieke geloof aan.

## Geografie
Het kanton Fribourg is met 1.672,43 km2 het achtste grootste kanton in Zwitserland. Topografisch kan Fribourg worden verdeeld in twee grote gebieden: het noordelijke en westelijke deel van  de Zwitserse Hoogvlakte, het zuiden behoort tot de Zwitserse Vooralpen.
In kanton Fribourg ligt de Vanil Noir, met 2.389 meter de hoogste berg van de Fribourger Alpen. De berg ligt in het zuiden van het kanton in Gruyères, op de grens met het kanton Vaud. Het laagste punt ligt op 430 m, aan het meer van Neuchâtel (Lac de Neuchâtel).
De aangrenzende kantons zijn Vaud in het westen en zuiden, Bern in het oosten en in het noorden grenst Fribourg aan Neuchâtel.

## Demografische evolutie van het kanton
Bron: https://www.bfs.admin.ch/bfs/de/home/statistiken/bevoelkerung/stand-entwicklung.assetdetail.32229209.html

## Economie
Kanton Fribourg is een landelijk kanton en leeft zeer van de akkerbouw en veeteelt. De streek staat bekend om de kaas uit Gruyères.
Het kanton heeft een van de hoogste belastingen in Zwitserland, maar is dan ook relatief sociaal in vergelijking met andere kantons. Hierdoor zijn de grondprijzen dan weer relatief laag.

## Talen
Moedertaal (stand 1990):
- Frans: 60,9%
- Duits: 29,7%
- andere talen: 9,4%

## Districten
Het kanton is opgedeeld in zeven districten.
| District                    | Inwoners (2023) | Oppervlakte in km² | Hoofdplaats         | Aantal Gemeentes | Taal         |
| --------------------------- | --------------- | ------------------ | ------------------- | ---------------- | ------------ |
| Broye                       | 35.865          | 173,87             | Estavayer           | 18               | Frans        |
| Glâne ((duits) Glane)       | 26.511          | 168,73             | Romont              | 14               | Frans        |
| Gruyère ((duits) Greyerz) * | 61.411          | 489,20             | Bulle               | 25               | Frans        |
| Sarine ((duits) Saane)      | 111.151         | 216,50             | Fribourg (Freiburg) | 25               | Frans, Duits |
| See ((frans) Lac)           | 39.299          | 145,87             | Murten              | 16               | Duits, Frans |
| Sense ((frans) Singine)     | 46.081          | 265,23             | Tafers              | 15               | Duits        |
| Veveyse ((duits) Vivisbach) | 21.189          | 134,23             | Châtel-Saint-Denis  | 9                | Frans        |
| Kanton Fribourg (totaal 7)  |                 | 1593,63            | Fribourg (Freiburg) | 122              | Frans, Duits |

* Er is een gemeente in het district Gruyère waar Duits de officiële taal is: Jaun.

## Plaatsen en gebieden
In het kanton Fribourg liggen twee steden:
- Fribourg, met 38.660 inwoners (2023)
- Bulle, met 26.749 inwoners (2023)

Andere toeristisch interessante plaatsen en gebieden zijn:
- Schwarzsee, een klein skigebied
- Murten (aan het Meer van Murten), een plaats met middeleeuwse gebouwen
- Gruyères, bekend van de kaas die daarvandaan komt, maar ook door zijn slot
- Estavayer-le-Lac aan het Meer van Neuchâtel, interessant vanwege zijn centrum en het kasteel

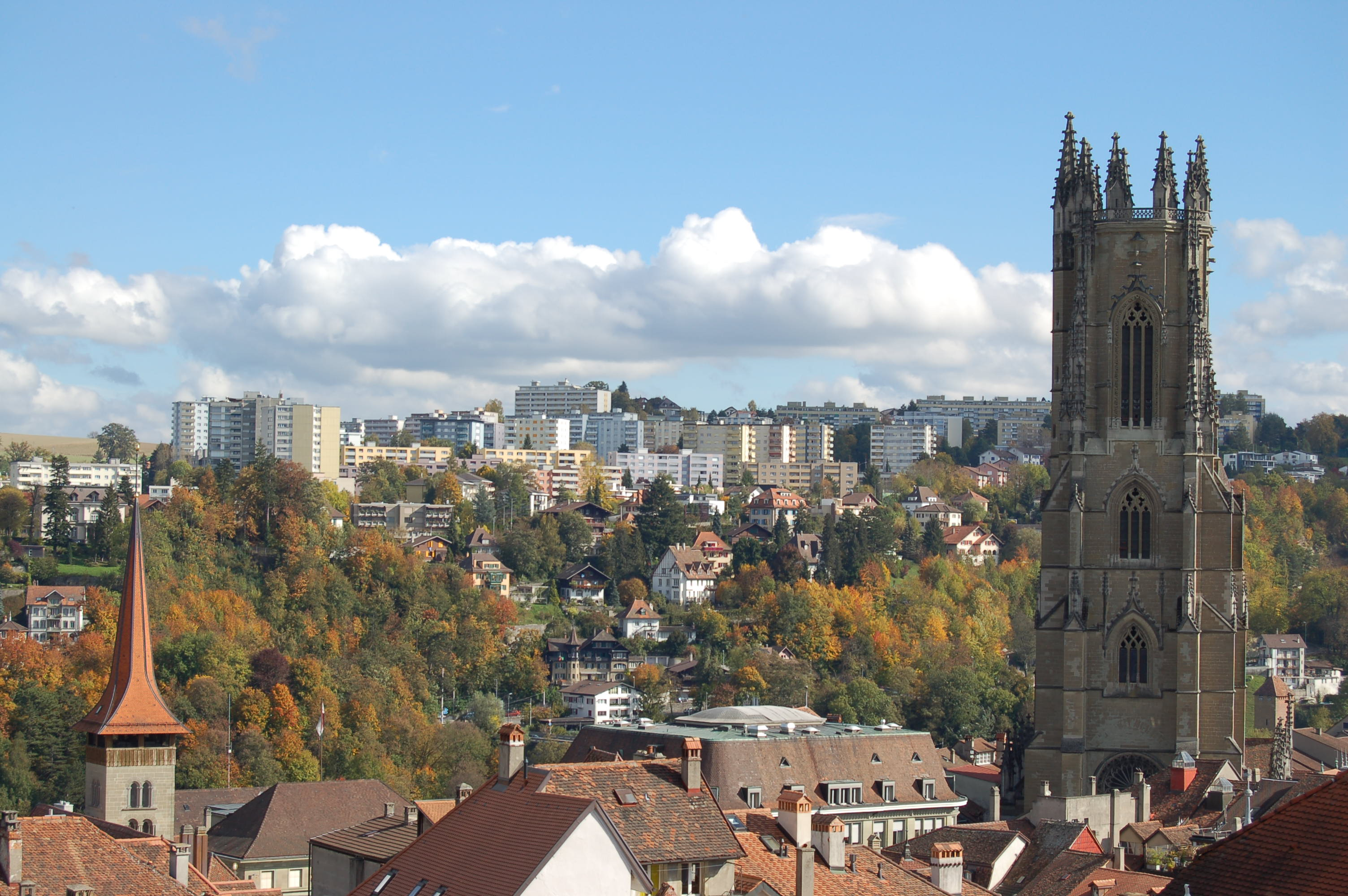
Panorama over Fribourg met de kathedraal en op de achtergrond de wijk Schönberg
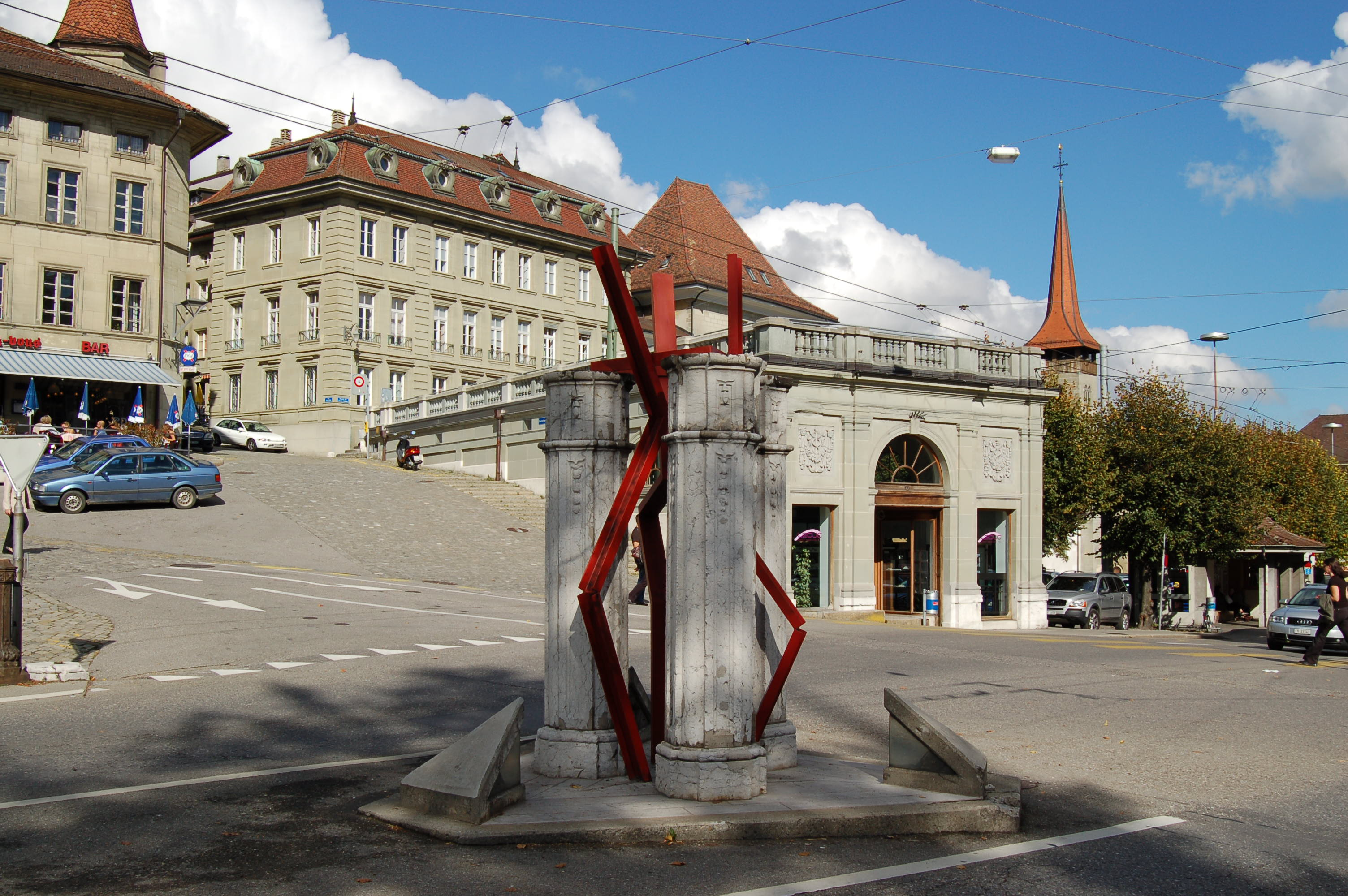
Het kunstwerk wat gedenkt aan de Murtenlauf
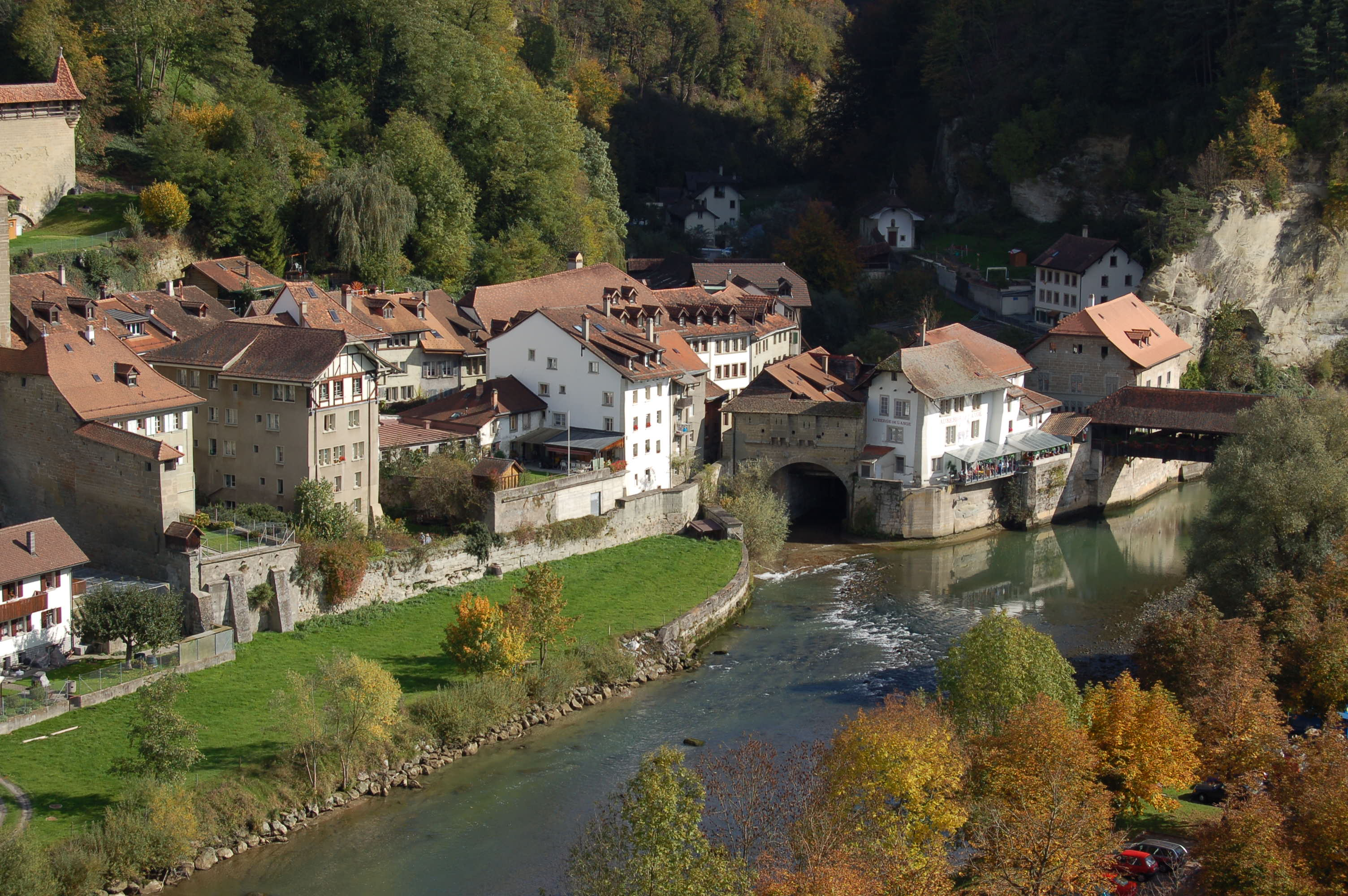
De rivier Sarine met een deel van het oude stadsgedeelte
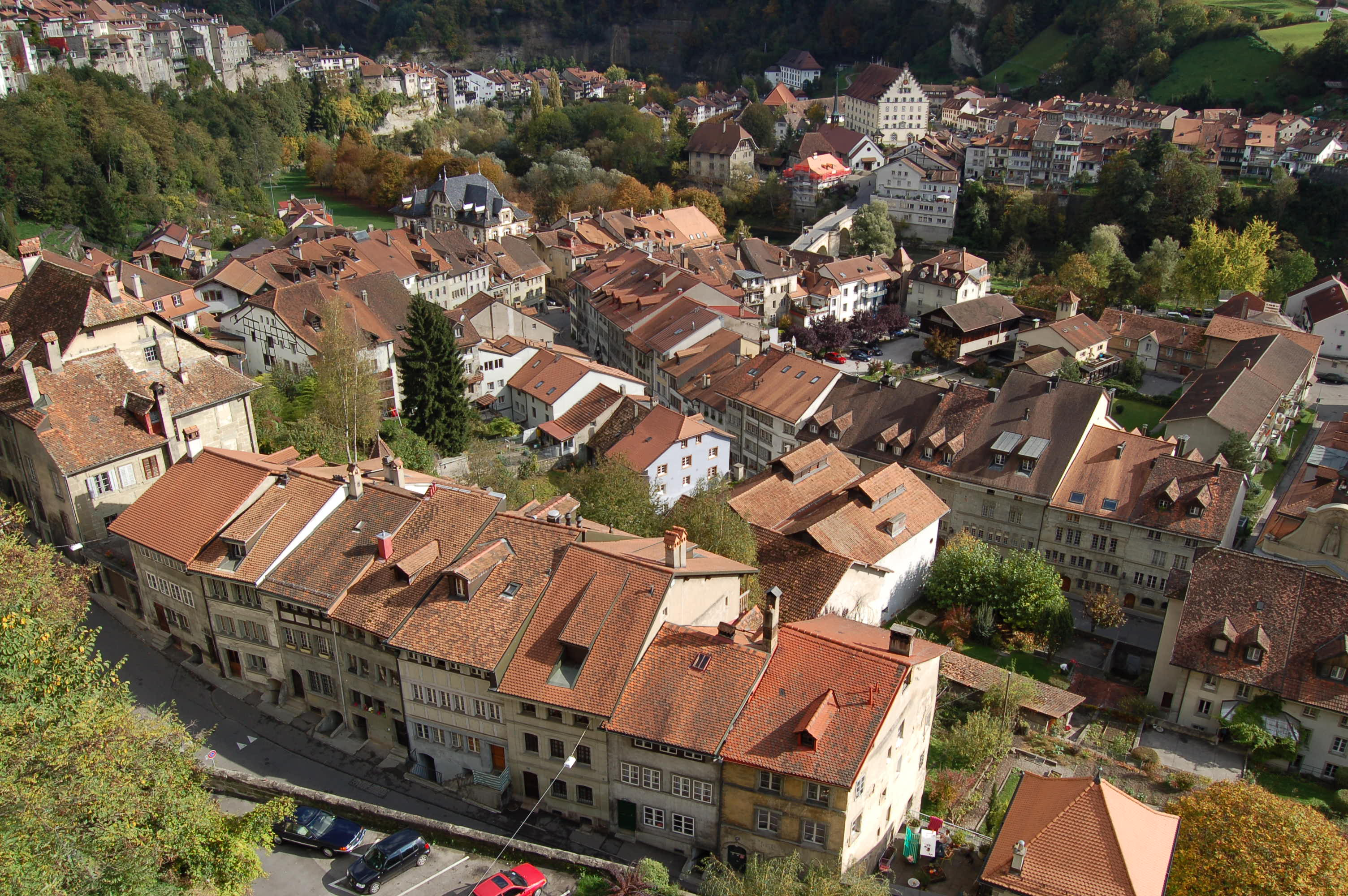
Het oude stadsgedeelte van Fribourg
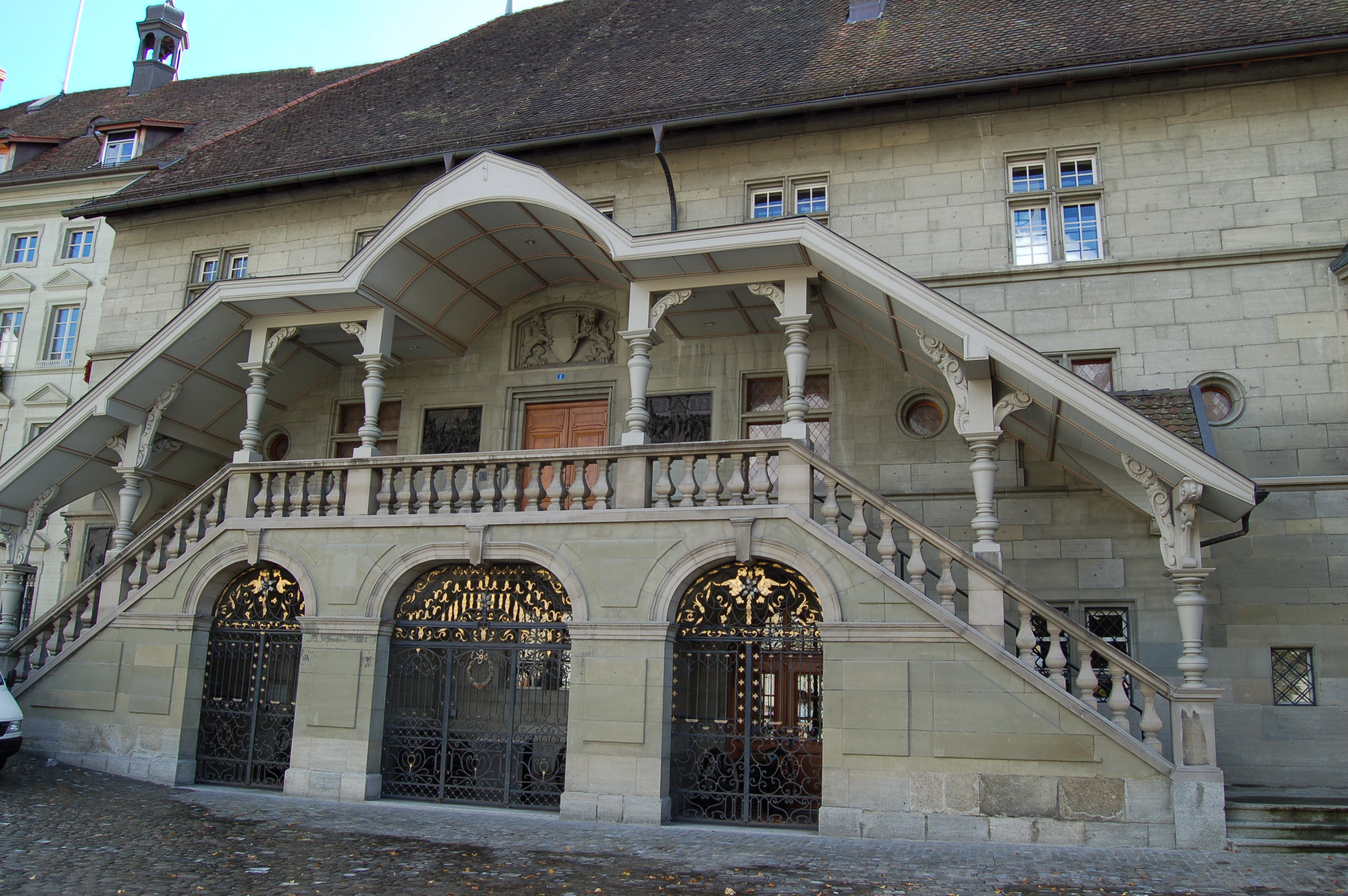
Het stadhuis van Fribourg
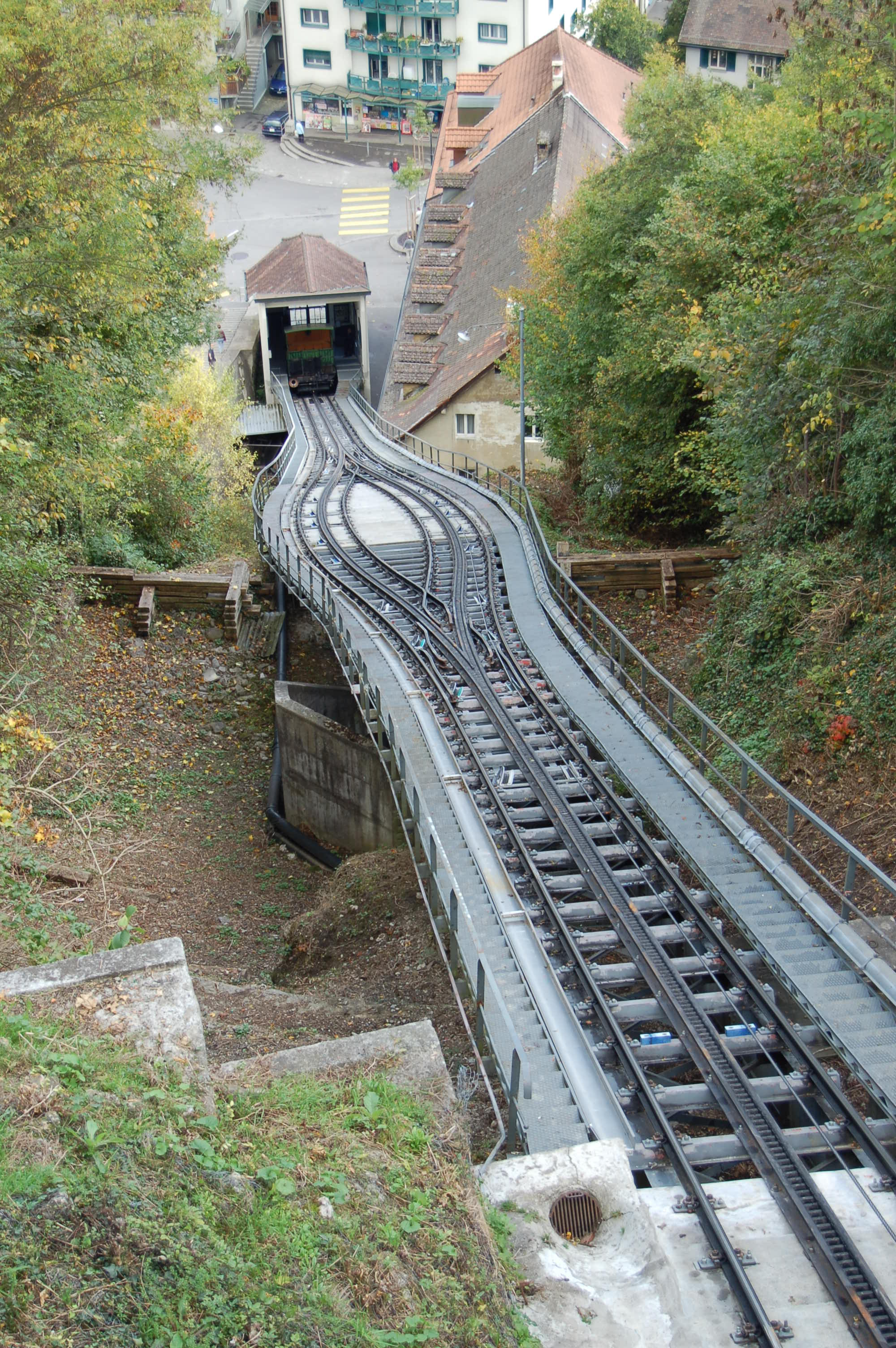
Het funiculaire dat de bovenstad met het oude gedeelte verbindt
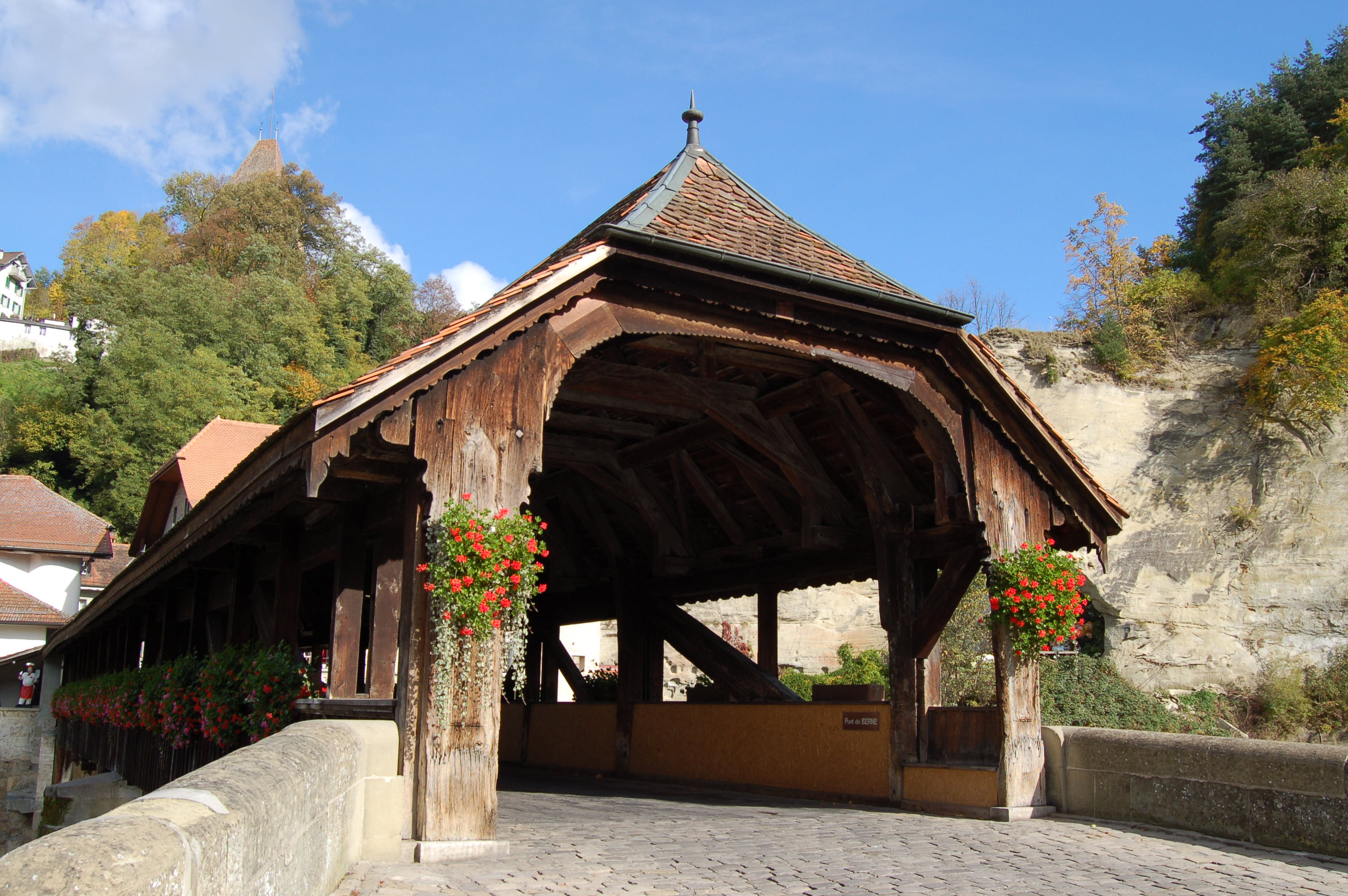
De houten brug over de Sarine in het oude stadsdeel van Fribourg
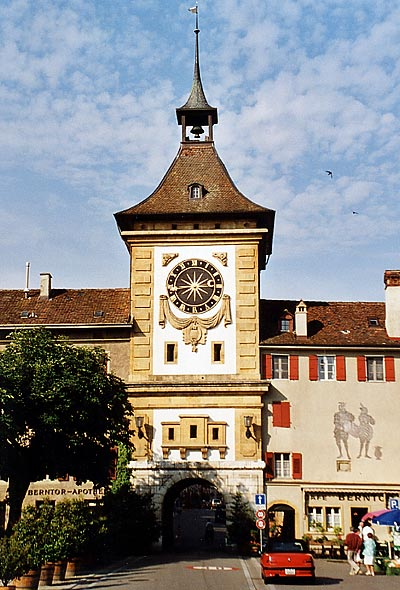
Het Berntor in Murten

Broye · Glâne · Gruyère/Greyerz · Sarine/Saane · See/Lac · Sense/Singine · Veveyse/Vivisbach
Aargau · Appenzell Ausserrhoden · Appenzell Innerrhoden · Basel-Landschaft · Basel-Stadt · Bern · Fribourg · Genève · Glarus · Graubünden · Jura · Luzern · Neuchâtel · Nidwalden · Obwalden · Sankt Gallen · Schaffhausen · Schwyz · Solothurn · Thurgau · Ticino · Uri · Vaud · Wallis · Zug · Zürich